# Renault 40 CV

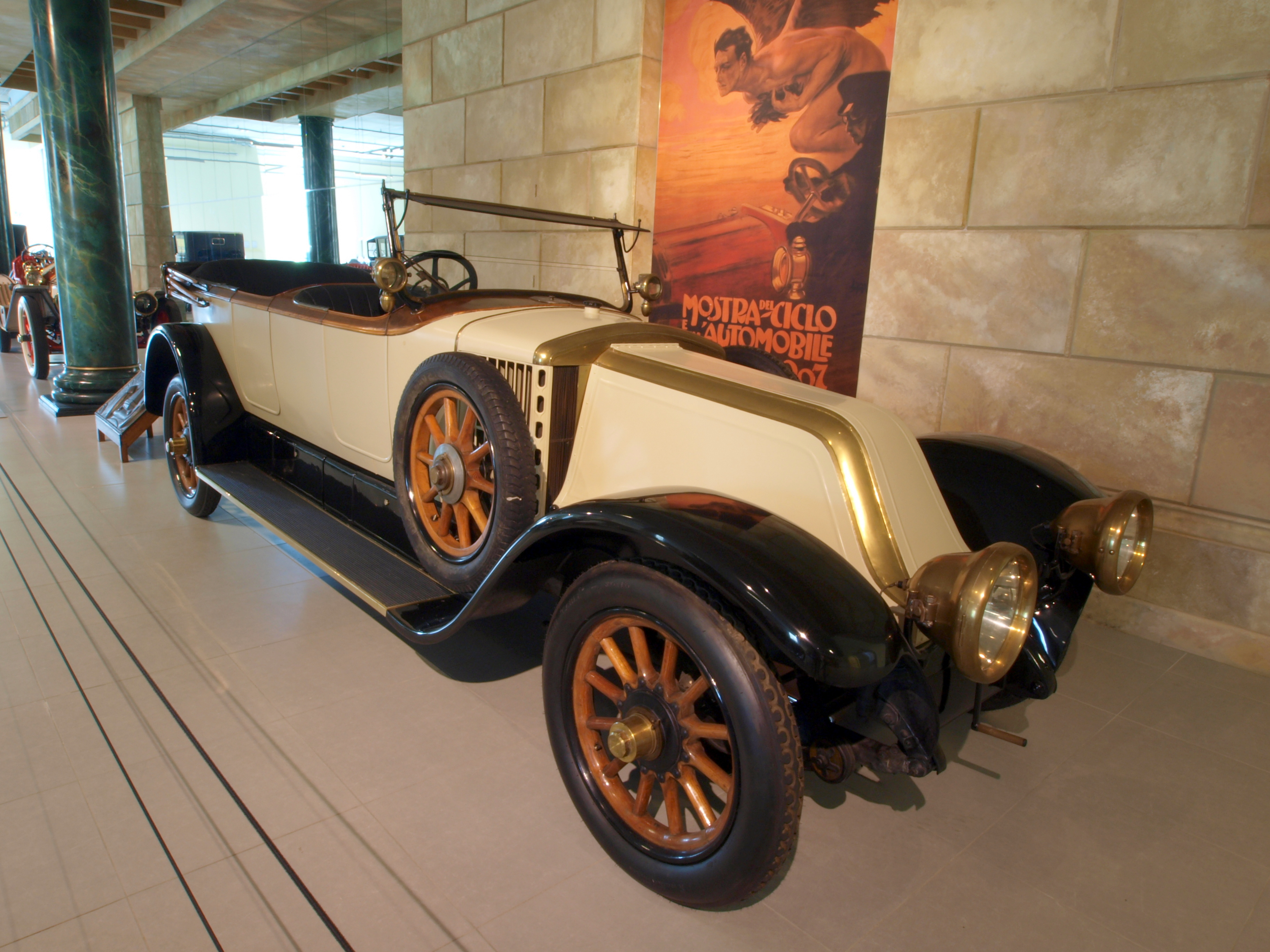
Renault Type JP

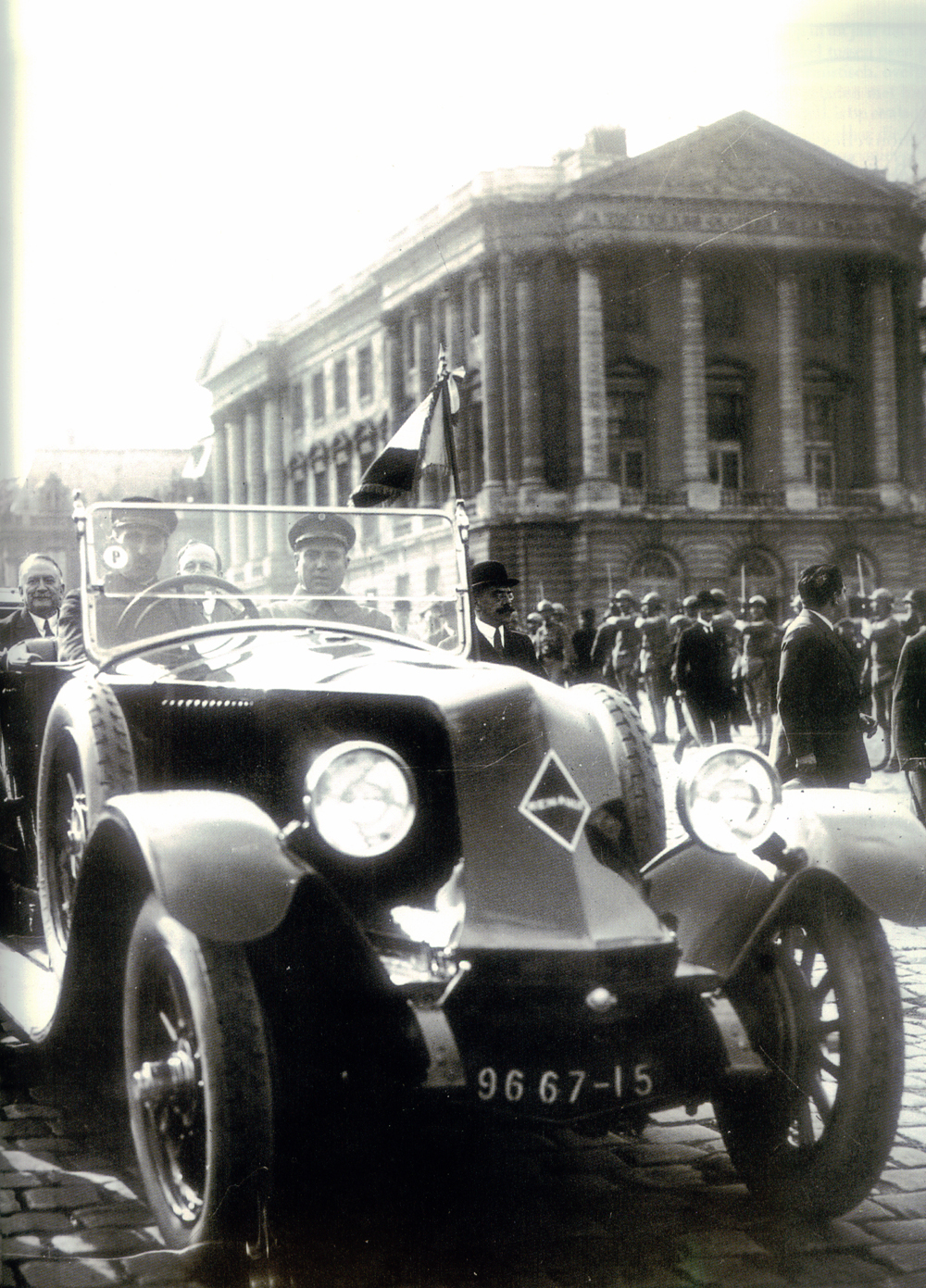
Renault Type MC

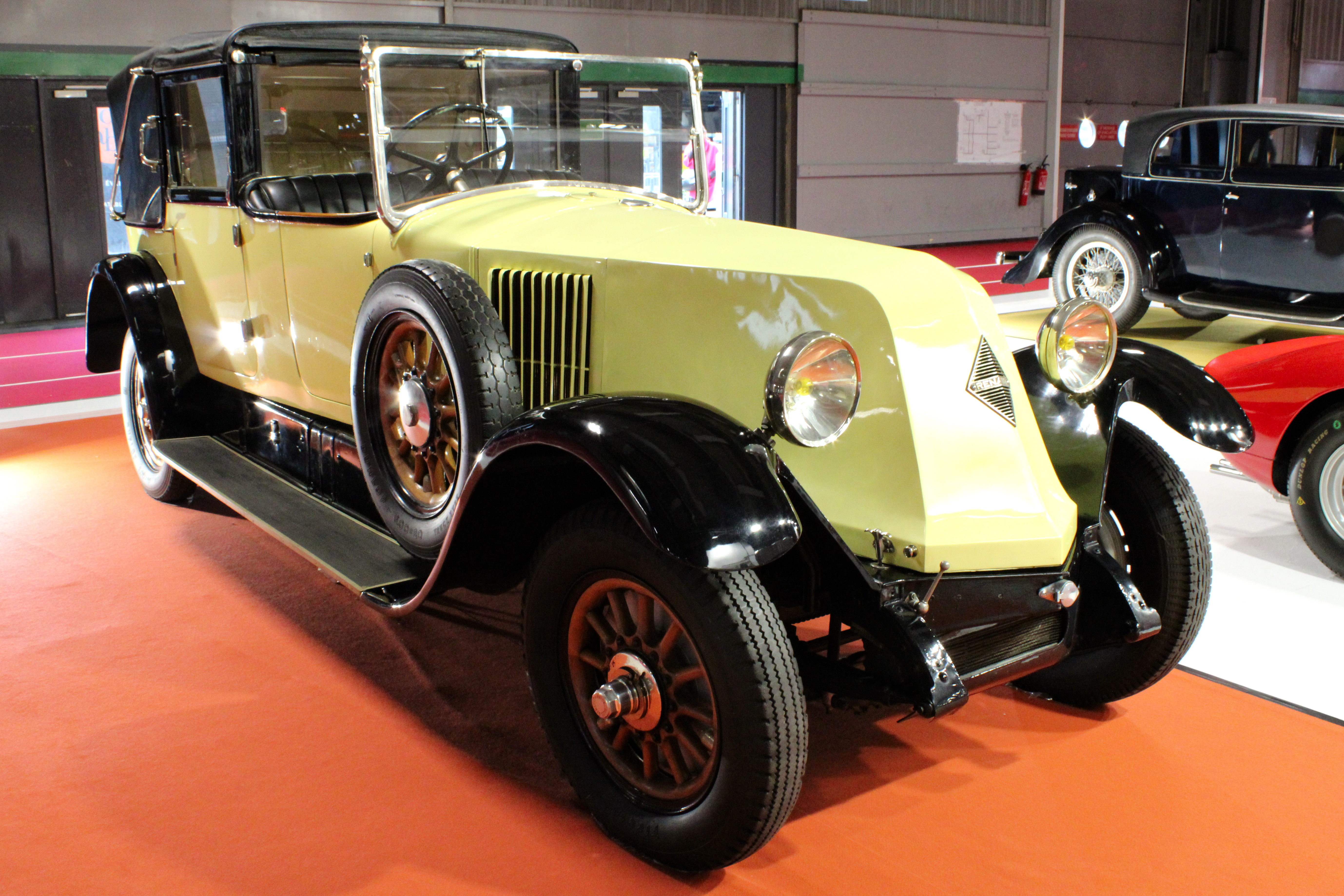
Renault Type NM

Der Renault 40 CV war eine Pkw-Modellreihe des französischen Automobilherstellers Renault aus der Zeit vor dem Zweiten Weltkrieg. Dabei stand das CV für die Steuer-PS. Zu dieser Modellreihe gehörten:
- Renault Type CG (1911–1913)
- Renault Type DT (1913–1914)
- Renault Type ES (1914–1916)
- Renault Type ET (1914–1917)
- Renault Type FI (1916–1918)
- Renault Type GX (1920)
- Renault Type HD (1919–1920)
- Renault Type HF (1920–1921)
- Renault Type HU (1921)
- Renault Type IR (1921–1923)
- Renault Type JD (1922–1923)
- Renault Type JP (1921–1922)
- Renault Type JV (1922–1923)
- Renault Type KO (1923)
- Renault Type MC (1923–1926)
- Renault Type NM (1925–1928)